# Брік-Алга
Брік-Алга́ (рос. Брик-Алга, башк. Берек-Алға) — присілок у складі Белебеївського району Башкортостану, Росія. Входить до складу Малиновської сільської ради.
Населення — 50 осіб (2010; 51 в 2002).
Національний склад:
- татари — 61 %